# Raymond Hamilton
Raymond Elzie Hamilton, född 21 maj 1913, död 10 maj 1935, var en amerikansk brottsling, en i det så kallade Barrowgänget. Han var bara 21 år då han dömdes till 362 års fängelse. Han försökte rymma åtskilliga gånger. Han avrättades i elektriska stolen för ett mord begånget under en rymning.